# Матчи сборной Ленинграда по футболу (1930)
Сезон 1930 года стал 29-м в истории сборной Ленинграда по футболу.
В нём сборная провела
- 8 официальных матчей — все товарищеские междугородние
  - в том числе 1 в рамках матча городов
- 22 неофициальных матча
  - в том числе 2 международных

## Классификация матчей
По установившейся в отечественной футбольной истории традиции официальными принимаются
- Все соревновательные матчи[К 4] официальных турниров — чемпионатов СССР, Российской империи и РСФСР — во времена, когда они проводились среди сборных городов (регионов, республик), и сборная Санкт-Петербурга (Ленинграда) была субъектом этих соревнований; к числу таковых относятся также матчи футбольных турниров на Спартакиадах народов СССР 1956 и 1979 года.
- Междугородние товарищеские игры сборной сильнейшего состава без формальных ограничений[К 5] с адекватным по статусу соперником. Матчи с клубами Санкт-Петербурга и других городов, со сборными не сильнейшего состава и т. п. составляют другую категорию матчей.
- Международные матчи с соперниками топ-уровня — в составах которых выступали футболисты, входившие в национальные сборные либо выступавшие в чемпионатах (лигах) высшего соревновательного уровня своих стран — как профессионалы, так и любители[К 6]. Практиковавшиеся (в основном, в 1920—1930-х годах) международные матчи с так называемыми «рабочими» и им подобными по уровню командами, состоявшими, как правило, из неконкурентноспособных игроков-любителей невысокого уровня, заканчивавшиеся обычно их разгромными поражениями, отнесены в отдельную категорию матчей.

## Статистика сезона
| 1930            |                                                         |     |
| Н (1)           | Ленинград — Ленинград (II)                              | 1:0 |
| Н (2)           | Ленинград (II) — Москва (II)                            | 2:4 |
| Н (3)           | Ленинград — Харьков (II)                                | 2:4 |
| МГ 56           | Ленинград — Харьков                                     | 2:6 |
| МГ 57           | Ленинград — Одесса                                      | 1:1 |
| Н (4)           | Ленинград — Одесса (II)                                 | 0:1 |
| Н (5)           | Ленинград — Ленинград (II)                              | 2:2 |
| МГ 58           | Ленинград — Киев                                        | 3:2 |
| Н (6)           | Ленинград (II) — Киев                                   | 5:2 |
| Н (7)           | Ленинград — Австрия («рабочая»)                         | 2:1 |
| МГ 59           | Ленинград — Москва                                      | 3:3 |
| Н (8)           | Ленинград (II) — Москва                                 | 3:2 |
| Н (9)           | Ленинград (II) — КОР Москва                             | 5:1 |
| Н (10)          | Ленинград («металлисты») — Москва («металлисты»)        | 1:2 |
| Н (11)          | Ленинград («металлисты») — Харьков («металлисты»)       | 2:3 |
| Н (12)          | Ленинград («металлисты») — пос. Основа Харьковская обл. | 3:1 |
| Н (13)          | Ленинград (II) — ХЭМЗ Харьков                           | 0:2 |
| Н (14)          | Ленинград («металлисты») — ХЭМЗ Харьков                 | 2:4 |
| Н (15)          | Ленинград — Ленинград (II)                              | 8:6 |
| Н (16)          | Ленинград — Киев (II)                                   | 2:1 |
| МГ 60           | Ленинград — Киев                                        | 0:1 |
| Н (17)          | Ленинград — «Андрэ Марти» Николаев                      | 3:2 |
| МГ 61           | Ленинград — Николаев                                    | 5:1 |
| МГ 62           | Ленинград — Москва                                      | 1:1 |
| Н (18)          | Ленинград (II) — Москва                                 | 2:1 |
| Н (19)          | Ленинград — СССР                                        | 1:1 |
| Н (20)          | Ленинград — Германия («рабочая»)                        | 4:3 |
| Н (21)          | Ленинград — СССР                                        | 1:5 |
| МГ 63           | Ленинград — Москва                                      | 0:1 |
| Н (22)          | Ленинград — «Динамо» Ленинград                          | 2:2 |
| Итого           |                                                         |     |
| И В Н П М       |                                                         |     |
| 8 2 3 15−16     |                                                         |     |
| 22 11 3 8 53−50 |                                                         |     |

## Официальные матчи

### 88. Ленинград — Харьков — 2:6
Междугородний товарищеский матч 56 (отчет)

| Ленинград                                  | 2:6 | Харьков                                                                  |
| ------------------------------------------ | --- | ------------------------------------------------------------------------ |
| - В.Топталов ~70′ (пен.) - Вал.Федоров 87′ |     | - 34′ 55′ 90′ Шпаковский - 36′ Костиков - 64′ Паровышников - 81′ Губарев |

| Игрок              | Клуб                 | | Вышел на замену | Гол  |
| ------------------ | -------------------- | --------------------------------------------------------------------------------------------------- | --------------- | ---- |
| Алексеев, Владимир | «Пищевкус»           | Серебряный гол · Серебряный гол · Серебряный гол · Серебряный гол · Серебряный гол · Серебряный гол | 1               | (-6) |
|                    |                      | |                 |      |
| Топталов, Василий  | «Стадион им. Ленина» | Гол                                                                                                 | 6               | 1    |
| Юденич, Михаил     | «Пищевкус»           | | 3               |      |
|                    |                      | |                 |      |
| Бушуев, В.         | Клуб им. Ильича      | | 1               |      |
| Батырев, Павел     | «Динамо»             | | 48              | 11   |
| Беляков, Сергей    | «Большевик»          | | 7               |      |
|                    |                      | |                 |      |
| Григорьев, Пётр    | «Стадион им. Ленина» | | 38              | 14   |
| Родионов, Дмитрий  | «Динамо»             | 46'                                                                                                 | 8               | 1    |
| Мурашев, Андрей    | «Большевик»          | | 6               | 5    |
| Шелагин, Борис     | «Динамо»             | | 14              | 5    |
| Егоров, Константин | «Пищевкус»           | | 17              | 2    |
| Замена             |                      | |                 |      |
| Фёдоров, Валентин  | «Пищевкус»           | 46'                                                                                                 | 1               | 1    |

| Харьков      |                 |
| ------------ | --------------- |
| Норов        |                 |
|              |                 |
| П.Семёнов    |                 |
| Кладько      |                 |
|              |                 |
| Шведов       |                 |
| В.Фомин      |                 |
| Привалов     |                 |
|              |                 |
| Костиков     | Гол             |
| Шпаковский   | Гол · Гол · Гол |
| Мотлохов     |                 |
| Паровышников | Гол             |
| Губарев      | Гол             |

|  |

### 89. Ленинград — Одесса — 1:1
Междугородний товарищеский матч 57 (отчет)

| Ленинград         | 1:1 | Одесса          |
| ----------------- | --- | --------------- |
| - Вал.Федоров 83′ |     | - ~65′ А.Штрауб |

| Игрок              | Клуб                 |                | Вышел на замену | Гол  |
| ------------------ | -------------------- | -------------- | --------------- | ---- |
| Обермейц, Владимир | Клуб им. Ильича      | Серебряный гол | 1               | (-1) |
|                    |                      |                |                 |      |
| Юденич, Михаил     | «Пищевкус»           |                | 4               |      |
| Гинько, Николай    | Пролетарский завод   |                | 1               |      |
|                    |                      |                |                 |      |
| Бушуев, В.         | Клуб им. Ильича      |                | 2               |      |
| Батырев, Павел     | «Динамо»             |                | 49              | 11   |
| Беляков, Сергей    | «Большевик»          |                | 8               |      |
|                    |                      |                |                 |      |
| Григорьев, Пётр    | «Стадион им. Ленина» |                | 39              | 14   |
| Мурашев, Андрей    | «Большевик»          |                | 7               | 5    |
| Фёдоров, Валентин  | «Пищевкус»           | Гол            | 2               | 2    |
| Шелагин, Борис     | «Динамо»             |                | 15              | 5    |
| Егоров, Константин | «Пищевкус»           |                | 18              | 2    |

| Одесса         |     |
| -------------- | --- |
| Клименко       |     |
|                |     |
| Чистов         |     |
| Попов          |     |
|                |     |
| Кравченко      |     |
| Звенигородский |     |
| Афанасьев      |     |
|                |     |
| Р.Штрауб       |     |
| А.Штрауб       | Гол |
| Галинский      |     |
| Г.Шляпин       |     |
| Н.Шляпин       |     |

### 90. Ленинград — Киев — 3:2
Междугородний товарищеский матч 58 (отчет)

| Ленинград                                                | 3:2 | Киев                |
| -------------------------------------------------------- | --- | ------------------- |
| - П.Григорьев 31′ - Г.Зябликов (2:2)′ - Никандров (3:2)′ |     | - ~50′ ~65′ Печеный |

| Игрок                      | Клуб                 |                                 | Вышел на замену | Гол   |
| -------------------------- | -------------------- | ------------------------------- | --------------- | ----- |
| Савинцев, Николай          | «Большевик»          | Серебряный гол · Серебряный гол | 13              | (-24) |
|                            |                      |                                 |                 |       |
| Юденич, Михаил             | «Пищевкус»           |                                 | 5               |       |
| Корнилов, Александр        | «Динамо»             |                                 | 17              |       |
|                            |                      |                                 |                 |       |
| Попов, Павел               | «Динамо»             |                                 | 3               | 1     |
| Батырев, Павел             | «Динамо»             |                                 | 50              | 11    |
| Беляков, Сергей            | «Большевик»          |                                 | 9               |       |
|                            |                      |                                 |                 |       |
| Никандров, Георгий         | «Стадион КСИ»        | Гол                             | 1               | 1     |
| Григорьев, Пётр            | «Стадион им. Ленина» | Гол                             | 40              | 15    |
| Мурашев, Андрей            | «Большевик»          |                                 | 8               | 5     |
| Ивин, Борис                | «Стадион КСИ»        |                                 | 2               |       |
| Зябликов (Смирнов), Герман | «Пищевкус»           | Гол                             | 2               | 1     |

| Киев         |           |
| ------------ | --------- |
| Идзковский   |           |
|              |           |
| М.Денисов    |           |
| Весеньев     |           |
|              |           |
| Тютчев       |           |
| Пионтковский |           |
| Юкельзон     |           |
|              |           |
| Синица       |           |
| Малхасов     |           |
| Сердюк       |           |
| Садовский    |           |
| Печеный      | Гол · Гол |

### 91. Ленинград — Москва — 3:3
Междугородний товарищеский матч 59 — матч городов (отчет)

| Ленинград                                       | 3:3 | Москва                                                    |
| ----------------------------------------------- | --- | --------------------------------------------------------- |
| - М.Бутусов 52′ - Батырев 63′ (пен.) - Ивин 65′ |     | - 15' (пен.) ? - 23′ С.Ильин - 35′ С.Иванов - ~40′ Павлов |

| Игрок               | Клуб                 |                                                  | Вышел на замену | Гол   |
| ------------------- | -------------------- | ------------------------------------------------ | --------------- | ----- |
| Соколов, Николай    | «Динамо»             | Серебряный гол · Серебряный гол · Серебряный гол | 19              | (-29) |
|                     |                      |                                                  |                 |       |
| Топталов, Василий   | «Стадион им. Ленина» |                                                  | 7               | 1     |
| Корнилов, Александр | «Динамо»             |                                                  | 18              |       |
|                     |                      |                                                  |                 |       |
| Попов, Павел        | «Динамо»             |                                                  | 4               | 1     |
| Батырев, Павел      | «Динамо»             | Гол                                              | 51              | 12    |
| Беляков, Сергей     | «Большевик»          |                                                  | 10              |       |
|                     |                      |                                                  |                 |       |
| Григорьев, Пётр     | «Стадион им. Ленина» |                                                  | 41              | 15    |
| Ивин, Борис         | «Стадион КСИ»        | Гол                                              | 3               | 1     |
| Бутусов, Михаил     | «Пищевкус»           | Гол                                              | 43              | 45    |
| Шелагин, Борис      | «Динамо»             |                                                  | 16              | 5     |
| Нестеров, М.        | Пролетарский завод   |                                                  | 1               |       |

| Москва        |     |
| ------------- | --- |
| И.Филиппов    |     |
|               |     |
| Пчеликов      |     |
| Ал. Старостин |     |
|               |     |
| С.Егоров      |     |
| Ан. Старостин | 73' |
| Леута         |     |
|               |     |
| Н.Старостин   |     |
| С.Иванов      | Гол |
| Исаков        |     |
| Павлов        | Гол |
| С.Ильин       | Гол |

|  |

### 92. Ленинград — Киев — 0:1
Междугородний товарищеский матч 60 (отчет)

| Ленинград | 0:1 | Киев          |
| --------- | --- | ------------- |
|           |     | - 88′ Печеный |

| Игрок               | Клуб                 |                | Вышел на замену | Гол   |
| ------------------- | -------------------- | -------------- | --------------- | ----- |
| Соколов, Николай    | «Динамо»             | Серебряный гол | 20              | (-30) |
|                     |                      |                |                 |       |
| Топталов, Василий   | «Стадион им. Ленина» |                | 8               | 1     |
| Корнилов, Александр | «Динамо»             |                | 19              |       |
|                     |                      |                |                 |       |
| Попов, Павел        | «Динамо»             |                | 5               | 1     |
| Батырев, Павел      | «Динамо»             |                | 52              | 12    |
| Ивин, Борис         | «Стадион КСИ»        |                | 4               | 1     |
|                     |                      |                |                 |       |
| Григорьев, Пётр     | «Стадион им. Ленина» |                | 42              | 15    |
| Бутусов, Михаил     | «Пищевкус»           |                | 44              | 45    |
| Мурашев, Андрей     | «Большевик»          |                | 9               | 5     |
| Шелагин, Борис      | «Динамо»             |                | 17              | 5     |
| Аксёнов, Фёдор      | «Стадион им. Ленина» |                | 1               |       |

| Киев       |     |
| ---------- | --- |
| Идзковский |     |
|            |     |
| ?          |     |
| ?          |     |
|            |     |
| ?          |     |
| ?          |     |
| ?          |     |
|            |     |
| ?          |     |
| ?          |     |
| ?          |     |
| ?          |     |
| Печеный    | Гол |

### 93. Ленинград — Николаев — 5:1
Междугородний товарищеский матч 61 (отчет)

| Ленинград | 5:1 | Николаев |
| --------- | --- | -------- |
|           |     |          |

| Игрок                 | Клуб                 |                | Вышел на замену | Гол   |
| --------------------- | -------------------- | -------------- | --------------- | ----- |
| Савинцев, Николай     | «Большевик»          | Серебряный гол | 14              | (-25) |
|                       |                      |                |                 |       |
| Топталов, Василий     | «Стадион им. Ленина» |                | 9               | 1     |
| Корнилов, Александр   | «Динамо»             |                | 20              |       |
|                       |                      |                |                 |       |
| Попов, Павел          | «Динамо»             |                | 6               | 1     |
| Батырев, Павел        | «Динамо»             |                | 53              | 12    |
| Феоктистов, Александр | «Балтвод»            |                | 7               |       |
|                       |                      |                |                 |       |
| Григорьев, Пётр       | «Стадион им. Ленина» |                | 43              | 15    |
| Ивин, Борис           | «Стадион КСИ»        |                | 5               | 1     |
| Мурашев, Андрей       | «Большевик»          |                | 10              | 5     |
| Шелагин, Борис        | «Динамо»             |                | 18              | 5     |
| Аксёнов, Фёдор        | «Стадион им. Ленина» |                | 2               |       |

| Николаев |  |
| -------- |  |
| ?        |  |
|          |  |
| ?        |  |
| ?        |  |
|          |  |
| ?        |  |
| ?        |  |
| ?        |  |
|          |  |
| ?        |  |
| ?        |  |
| ?        |  |
| ?        |  |
| ?        |  |

### 94. Ленинград — Москва — 1:1
Междугородний товарищеский матч 62 (отчет)

| Ленинград            | 1:1 | Москва         |
| -------------------- | --- | -------------- |
| - Батырев 31′ (пен.) |     | - 41′ В.Зайцев |

| Игрок                 | Клуб                 |                | Вышел на замену | Гол   |
| --------------------- | -------------------- | -------------- | --------------- | ----- |
| Соколов, Николай      | «Динамо»             | Серебряный гол | 21              | (-31) |
|                       |                      |                |                 |       |
| Топталов, Василий     | «Стадион им. Ленина» |                | 10              | 1     |
| Корнилов, Александр   | «Динамо»             |                | 21              |       |
|                       |                      |                |                 |       |
| Попов, Павел          | «Динамо»             |                | 7               | 1     |
| Батырев, Павел        | «Динамо»             | Гол            | 54              | 13    |
| Гуськов, Александр    | «Пищевкус»           | 83'            | 23              |       |
|                       |                      |                |                 |       |
| Григорьев, Пётр       | «Стадион им. Ленина» |                | 44              | 15    |
| Мурашев, Андрей       | «Большевик»          |                | 11              | 5     |
| Бутусов, Михаил       | «Пищевкус»           |                | 45              | 45    |
| Шелагин, Борис        | «Динамо»             |                | 19              | 5     |
| Аксёнов, Фёдор        | «Стадион им. Ленина» |                | 3               |       |
| Замена                |                      |                |                 |       |
| Феоктистов, Александр | «Балтвод»            | 83'            | 8               |       |

| Москва         |  |
| -------------- |  |
| Гранаткин      |  |
|                |  |
| Ал. Старостин  |  |
| Пчеликов       |  |
|                |  |
| Никишин        |  |
| Селин          |  |
| Леута          |  |
|                |  |
| С.Ильин        |  |
| В.Зайцев       |  |
| С.Иванов       |  |
| Павлов         |  |
| Вал. Прокофьев |  |

|  |

### 95. Ленинград — Москва — 0:1
Междугородний товарищеский матч 63 (отчет)

| Ленинград | 0:1 | Москва                 |
| --------- | --- | ---------------------- |
|           |     | - 84′ (пен.) А.Макаров |

| Игрок                 | Клуб                   |                | Вышел на замену | Гол   |
| --------------------- | ---------------------- | -------------- | --------------- | ----- |
| Савинцев, Николай     | «Большевик»            | Серебряный гол | 15              | (-26) |
|                       |                        |                |                 |       |
| Епишин, Василий       | «Выборгский металлист» |                | 1               |       |
| Корнилов, Александр   | «Динамо»               |                | 22              |       |
|                       |                        |                |                 |       |
| Гуськов, Александр    | «Пищевкус»             |                | 24              |       |
| Батырев, Павел        | «Динамо»               | 79'            | 55              | 13    |
| Беляков, Сергей       | «Большевик»            |                | 11              |       |
|                       |                        |                |                 |       |
| Григорьев, Пётр       | «Стадион им. Ленина»   |                | 45              | 15    |
| Фёдоров, Валентин     | «Пищевкус»             |                | 3               | 2     |
| Бутусов, Михаил       | «Пищевкус»             | 85'            | 46              | 45    |
| Шелагин, Борис        | «Динамо»               |                | 20              | 5     |
| Аксёнов, Фёдор        | «Стадион им. Ленина»   |                | 4               |       |
| Замена                |                        |                |                 |       |
| Феоктистов, Александр | «Балтвод»              | 79'            | 9               |       |

| Гранаткин     | 46' |
|               |     |
| М.Соколов     |     |
| Ал. Старостин |     |
|               |     |
| Ленчиков      |     |
| Селин         |     |
| Леута         |     |
|               |     |
| А.Макаров     | Гол |
| В.Зайцев      |     |
| С.Иванов      |     |
| Павлов        |     |
| С.Ильин       |     |
| Замена        |     |
| Фокин         | 46' |

|  |

## Неофициальные матчи
1. Тренировочный матч сборных команд
| ~28 апр Неоф (1)        | Ленинград | 1:0 | Ленинград (II) | Ленинград |
| Ленинград: В.Алексеев - |           |     |                |           |

2. Междугородний матч
| 2 мая Неоф (2) | Ленинград (II)            | 2:4 | Москва (II)                                                 | Стадион им.Ленина, Ленинград                  |
| | - Нестеров 19′ 42′ (пен.) |     | - 17′ Панин - 25' (пен.) ? - 35′ В.Блинков - 48′ ? - ~80′ ? | Зрителей: 30 000 Судья: Г.Фепонов (Ленинград) |
| Ленинград: Савинцев - Исаков, Петров - Морозов, Феоктистов, Надуваев - Никандров, Нестеров, Артемьев, Е.Шелагин, Андреев Москва: В.Матвеев - Ал.Старостин, Поляков - С.Егоров, А.Коротков, Леута - Панин, Помогаев, Елисеев, В.Блинков, С.Ильин |                           |     |                                                             |                                               |

3. Междугородний матч
| 4 мая Неоф (3) | Ленинград                               | 2:4 | Харьков (II)                                         | «Спартак», Харьков                            |
| | - Батырев ~70′ (пен.) - Д.Родионов ~80′ |     | - 40′ Зуб - 42′ ? - ~65′ (пен.) ? - 87′ Владимирский | Зрителей: 5000 Судья: Е.Михельсон (Ленинград) |
| Ленинград: В.Алексеев - Юденич, В.Топталов - Бушуев, Батырев, Беляков - П.Григорьев, Д.Родионов, Мурашев, Б.Шелагин, К.Егоров Харьков: Бабкин - Пономаренко, Караванов - Н.Фомин, Сергиенко, Ус - Владимирский, Зуб, Мотлохов, Алферов, Старусев |                                         |     |                                                      |                                               |

4. Междугородний матч
| 8 мая Неоф (4) | Ленинград | 0:1 | Одесса (II) | Одесса |
| |           |     | - 90′ ?     |        |
| Ленинград: Обермейц - Юденич, Гинько - Будяков, Вал.Фёдоров, Беляков - П.Григорьев, К.Егоров, Д.Родионов, Б.Шелагин, В.Топталов Одесса: Трусевич - Трофимов, Волин - Бенген, Махинев, Фисаренко - Калашников, Бронз, Коваль, Михлин |           |     |             |        |

5. Тренировочный матч сборных команд
| 4 июн Неоф (5) | Ленинград                                   | 2:2 | Ленинград (II)                            | Стадион им.Ленина, Ленинград |
| | - Пав.Попов (1:1)′ (пен.) - Шубенков (2:1)′ |     | - (0:1)′ Шелагин - (2:2)′ (пен.) Нестеров |                              |
| Ленинград: Савинцев - Юденич, А.Корнилов - Пав.Попов, Батырев, Беляков - П.Григорьев, Ивин, М.Бутусов, Мурашев, Шубенков Ленинград: В.Алексеев - В.Топталов, Гинько - А.Петров, Морозов, Гуськов - Никандров, Нестеров, Дежонков, Шелагин, Тищинский |                                             |     |                                           |                              |

6. Междугородний матч
| 11 июн Неоф (6) | Ленинград (II)                                                                      | 5:2 | Киев              | Стадион им.Ленина, Ленинград |
| | - Кавокин 37′ - В.Топталов 40′ (пен.) - Вал.Фёдоров ~50′ - Шубенков 86′ - Ивин ~89′ |     | - 6′ 75′ Коротких | Судья: Т.Прокофьев (Киев)    |
| Ленинград: В.Алексеев - В.Топталов, Гинько - А.Петров, Феоктистов, А.Малышев - Никандров, Кавокин, Вал.Фёдоров, Ивин, Шубенков Киев: ... Коротких ... |                                                                                     |     |                   |                              |

7. Международный матч
| 19 июн Неоф (7) | Ленинград                       | 2:1 | Австрия («рабочая») | Стадион им.Ленина, Ленинград        |
| | - П.Григорьев 15′ - Батырев 70′ |     | - 30′ (пен.) ?      | Зрителей: 20 000 Судья: П.Евдокимов |
| Ленинград: Н.Соколов - А.Корнилов, В.Топталов - Пав.Попов, Батырев, Беляков - П.Григорьев, Ивин, М.Бутусов, Б.Шелагин, Г.Зябликов-Смирнов («рабочая»): Брегль - Шоэр, Эйденеке - Зак, Покорны, Зигль - Майер, Тишке, Клярер, Прехачек, Хофман |                                 |     |                     |                                     |

8. Междугородний матч
| 22 июн Неоф (8) | Ленинград (II)                   | 3:2 | Москва                  | Стадион им.Ленина, Ленинград |
| | - Кавокин ~50′ 71′ - Аксенов 68′ |     | - 20′ ? - ~60′ С.Иванов |                              |
| Ленинград: В.Алексеев - Юденич, Гинько - А.Петров, Феоктистов, Гуськов - Никандров, Кавокин, Дежонков, Фёдоров, Аксенов Москва: Леонов - Ал.Старостин, П.Попов - А.Столяров, Ан.Старостин (46' С.Егоров), Никишин - Панин, Елисеев, С.Иванов, Павлов (46' Леута), С.Ильин |                                  |     |                         |                              |

9. Междугородний матч
| до 20 июл Неоф (9) | Ленинград (II) | 5:1 | КОР Москва | Москва |

10. Междугородний матч — матч трёх городов («металлисты»)
| 18 июл Неоф (10) | Ленинград («металлисты») | 1:2 | Москва («металлисты»)            | «Металлист», Харьков |
| | - Ивин 30′               |     | - (1:1)′ Кудрявцев - 80′ Грудцын |                      |
| Ленинград: Савинцев - Г.Гостев, Беляев - А.Малышев, Д.Морозов, Г.Соколов - Никандров, Кавокин, Мурашев, Ивин, Е.Морозов Москва: Ефимов - ... Дергачёв, Грудцын, Кудрявцев, А.Емельянов ... |                          |     |                                  |                      |

11. Междугородний матч — матч трёх городов («металлисты»)
| 19 июл Неоф (11) | Ленинград («металлисты»)   | 2:3 | Харьков («металлисты»)       | «Металлист», Харьков |
| | - Никандров 62′ 80′ (пен.) |     | - ~10′ Алферов - 25′ 60′ Бем |                      |
| Ленинград: Савинцев - Г.Гостев (15' ?), Беляев - А.Малышев, Д.Морозов, Г.Соколов - Никандров, Ивин, Мурашев, Е.Морозов, П.Бодров · Харьков: ... Бем, Алферов ... |                            |     |                              |                      |

12. Междугородний матч
| до 10 авг Неоф (12) | Ленинград («металлисты») | 3:1 | Основа | Основа         |
|                     |                          |     |        | Зрителей: 2000 |

13. Междугородний матч
| 17 авг Неоф (13) | Ленинград (II) | 0:2 | ХЭМЗ Харьков        | Ленинград |
| |                |     | Сыкин (пен.) (пен.) |           |
| Ленинград: В.Алексеев - Юденич, В.Топталов - Пав.Попов, Строков, Гуськов - П.Григорьев, Кавокин, Дежонков, Б.Шелагин, Д.Родионов ХЭМЗ Харьков: ... Сыкин ... |                |     |                     |           |

14. Междугородний матч
| 19 авг Неоф (14) | Ленинград («металлисты») | 2:4 | ХЭМЗ Харьков | Стадион КСИ, Ленинград |

15. Тренировочный матч сборных команд
| 20 авг Неоф (15) | Ленинград | 8:6 | Ленинград (II) | Стадион им.Ленина, Ленинград |

16. Междугородний матч
| 30 авг Неоф (16)                      | Ленинград                           | 2:1 | Киев (II) | Стадион им.Ленина, Ленинград |
|                                       | - М.Бутусов 4′ - Батырев 60′ (пен.) |     | - 20′ ?   |                              |
| Ленинград: ... Батырев, М.Бутусов ... |                                     |     |           |                              |

17. Междугородний матч
| 4 авг Неоф (17)            | Ленинград               | 3:2 | «Андрэ Марти» Николаев | Николаев                     |
|                            | - Мурашев (1:1)′ (2:1)′ |     | - (0:1)′ (пен.) ?      | Судья: В.Быстров (Ленинград) |
| Ленинград: ... Мурашев ... |                         |     |                        |                              |

18. Междугородний матч
| 15 сен Неоф (18) | Ленинград (II)                   | 2:1 | Москва           | Стадион им.Ленина, Ленинград |
| | - Дежонков 57′ - Вал.Фёдоров 65′ |     | - 87′ А.Столяров | Судья: А.Сохранский (Москва) |
| Ленинград: Савинцев - Епишин, Гинько - А.Петров, Феоктистов, Беляков - Никандров, Вал.Фёдоров, Дежонков, Мурашев, Бодров Москва: В.Матвеев - Ал.Старостин, М.Соколов - Леута, Ан.Старостин, Пчеликов - С.Ильин, В.Зайцев, С.Иванов, Елисеев, А.Столяров |                                  |     |                  |                              |

19. Тренировочный матч сборной СССР
| 23 сен Неоф (19) | Ленинград     | 1:1 | СССР          | Стадион им.Ленина, Ленинград                    |
| | - Кавокин 23′ |     | - 68′ Алферов | Зрителей: 20 000 Судья: П.Евдокимов (Ленинград) |
| Ленинград: Н.Соколов - Епишин, Гинько - А.Петров, Морозов, Гуськов - Никандров, Кавокин, Дежонков, Б.Шелагин, Аксенов СССР: Гранаткин - Кладько, Пчеликов - Беляков, Ан.Старостин, Привалов - А.Штрауб, Алферов, М.Бутусов , Павлов, С.Ильин |               |     |               |                                                 |

20. Международный матч
| 27 сен Неоф (20)                                                                                                  | Ленинград                                                | 4:3 | Германия («рабочая») | Стадион им.Ленина, Ленинград     |
| | - Ивин ~5′ - Дежонков ~10′ - Б.Шелагин 15′ - Аксенов 85′ |     | - 50′ 75′ ? - 65′ ?  | Зрителей: 20 000 Судья: Р.Гофман |
| Ленинград: Савинцев - Епишин, Гинько - А.Петров, Батырев, Гуськов - Никандров, Ивин, Дежонков, Б.Шелагин, Аксенов |                                                          |     |                      |                                  |

21. Тренировочный матч сборной СССР
| 14 окт Неоф (21) | Ленинград       | 1:5 | СССР                                                                           | Стадион им.Ленина, Ленинград                  |
| | - Б.Шелагин 20′ |     | - 6′ Ан.Старостин - 12′ 57′ А.Штрауб - 54′ С.Ильин - 75' (пен.) ? - 78′ Павлов | Зрителей: 10 000 Судья: В.Быстров (Ленинград) |
| Ленинград: Савинцев - Епишин, Гинько - А.Петров, Батырев, Морозов - Никандров, Ивин, Дежонков, Б.Шелагин, Аксенов СССР: Гранаткин - Кладько, Пчеликов - Беляков, Ан.Старостин, Привалов - П.Григорьев, А.Штрауб, М.Бутусов , Павлов, С.Ильин |                 |     |                                                                                |                                               |

22. Матч «чемпион — сборная» чемпионата Ленинграда 1929
| 8 ноя Неоф (22) | Ленинград         | 2:2 | «Динамо» Ленинград                   | Стадион им.Ленина, Ленинград                 |
| | - Батырев 75′ 79′ |     | - 20′ М.Бутусов - (0:2)′ П.Григорьев | Зрителей: ~10 000 Судья: М.Окунь (Ленинград) |
| Ленинград: Барановский - Епишин, В.Топталов - Беляков, Морозов, Гуськов - П.Григорьев, Кавокин, М.Бутусов, Мурашев, Аксенов «Динамо» Ленинград: Н.Соколов - А.Корнилов, Осинин - Пав.Попов, Батырев, Надуваев - М.Сергеев (46' В.Фёдоров), А.Васильев, П.Филиппов, Б.Шелагин, Тищинский (47' ?) |                   |     |                                      |                                              |

|  |  |  |

## Комментарии
1. ↑  К.Есенин указывал для сборной Москвы только междугородние и международные матчи[1]
2. ↑  В реестре матчей сборной Санкт-Петербурга (Петрограда, Ленинграда), опубликованном группой ленинградских историков и статистиков под редакцией Н.Киселёва[2] учтены только междугородние матчи со сборными городов и республик
3. ↑  Г.Калянов предложил разделение матчей на официальные и товарищеские (для сборной Москвы)[3]
4. ↑  в том числе недоигранные и аннулированные, а также сыгранные с неформатными сборными и клубами — все матчи, объявленные как матчи официальных турниров
5. ↑  Матчи второй, третьей и т. д. (дублёров), а также ведомственных (например, сборной профсоюзов) сборных считаются неформатными. Тем не менее, междугородние матчи и «русской», и «английской» сборных Санкт-Петербурга и Москвы начала века, согласно установившейся традиции, учитываются историками[4][5][1] в их реестрах
6. ↑  Тем не менее, несколько международных матчей 1910-х годов с командами, формально не соответствующими строго данному критерию, но в игровом плане нередко подавляюще превосходившими сборные Санкт-Петербурга и Москвы, учтены[6][7] в их реестрах
7. ↑  Ряд справочников[13][11][14][15] указывает, что в этом сезоне в сборных Ленинграда и СССР выступал Василий Топталов, другие[10][16] — его брат Николай.
8. ↑  Ряд справочников[11][10] указывают, что уже в этом сезоне в сборной на месте левого крайнего нападения выступал Александр Зябликов, впоследствии известный защитник и полузащитник; однако, согласно аутентичным источникам[22] и современным исследованиям[23], в тот год в сборной выступал его однофамилец Герман Зябликов, ранее носивший фамилию Смирнов, являвшийся как раз левым крайним нападающим по специализации.